# آلبرت بندورا
آلبرت بندورا، (به انگلیسی: Albert Bandura) یک روان‌شناس، پژوهشگر و استاد بازنشستهٔ دانشگاه استنفورد اهل کانادا و ایالات متحده آمریکا بود که نظریه یادگیری مشاهده‌ای یا مدلینگ را مطرح کرده‌است.
او تأثیر به‌سزایی در زمینهٔ علوم «آموزش و پرورش» و چندین شاخه از روان‌شناسی از جمله روان‌شناسی شخصیت، روان‌شناسی درمانی و روان‌شناسی شناختی اجتماعی و همچنین گذار از رفتارگرایی به روان‌شناسی شناختی داشت. او را آغازگر «نظریهٔ یادگیری اجتماعی» می‌دانند که بعدها به «نظریه شناختی اجتماعی» تغییر نام داد.
بر پایه گزارش مجله روان‌شناسی عمومی، او پس از بی‌اف اسکینر، زیگموند فروید و ژان پیاژه، چهارمین روان‌شناس قرن بیستم از لحاظ بیشترین استناد در مقالات روان‌شناسی است. او را بزرگترین روان‌شناس حالِ حاضر در جهان و یکی از تأثیرگذارترین روان‌شناسان تمامی اعصار می‌دانند.

## زندگی شخصی
آلبرت بندورا در ۴ دسامبر ۱۹۲۵ در منطقهٔ زیبا ولی کوهستانی و سرد شمال آلبرتا، کانادا به دنیا آمد. مثل بسیاری از کودکانی که در روستاهای کوچک به دنیا می‌آیند، بندورا، از ابتدائی تا دبیرستان به یک مدرسه رفت. اما به خاطر کمبود معلم و منابع مختلف، از بندورا و دیگر دانش‌آموزان خواسته‌می‌شد که «به خودشان درس دهند.». بعد از دیپلم و در تابستان، بندورا در عملیات ساخت بزرگ‌راه آلاسکن به عنوان کارگر مشغول به کار شد. این بزرگ‌راه، در طول جنگ جهانی، برای وصل کردن آمریکا به ایالت آلاسکا ساخته شد. در این زمان، بندورا با کارگران زیادی دوست شد که انواع و اقسام مشکلاتِ روانی را داشتند و بیوگرافی‌شان بسیار «پر رنگ و لعاب» بود. از جمله این افراد کسانی بودند که از زندان آزادی مشروط گرفته‌بودند اما فرار کرده‌بودند، بده‌کارانی بودند که از طلب‌کاران فرار کرده‌بودند، یا مردان مطلقه‌ای بودند که برای فرار از پرداخت نفقه فرار کرده‌بودند. مشاهدات وی، و تاملاتی که با این افراد داشت، باعث‌شد به روان‌شناسی بالینی علاقه‌مند شود.
بندورا در ۲۶ ژوئیه ۲۰۲۱ در سن ۹۵ سالگی به دلیل نارسائی قلبی در خانه‌اش درگذشت.

## تحصیلات و شغل‌های دانشگاهی
بعد از دیپلم، بندورا به دانشگاه بریتیش کلمبیا رفت. علاوه بر روان‌شناسی بالینی، بندورا به نظریه‌های یادگیری نیز بسیار علاقه‌مند شد. در ۱۹۴۹، بعد از فقط سه سال کالج، لیسانس روان‌شناسی گرفت. به هنگام انتخاب دانشگاه برای فوق‌لیسانس، بندورا از علاقه خود به روان‌شناسی بالینی پیروی کرد و به دانشگاه آیووا رفت که در آن زمان یکی از مراکز اصلی برای مطالعه دربارهٔ نظریه‌های یادگیری‌بود و لیدرشیپ آن دست نظریه‌پرداز معروف یادگیری، کِنِت‌دبلیو. اسپنس بود.
با اینکه بندورا به روان‌شناسی بالینی علاقه‌داشت، تحت تأثیر اسپنس، شاهد دقت و صرامت تحقیقات تجربی‌شد و از نزدیک شاهد مفهوم‌پردازی نظری اسپنس دربارهٔ یادگیری شد. در آن زمان، مفاهیم اسپنس، نیرویی غالب در روان‌شناسی بود. بندورا در ۱۹۵۱ فوق‌لیسانس و در ۱۹۵۲ دکترای روان‌شناسی بالینی را از دانشگاه آیووا دریافت کرد. علاوه بر شاگردی نزد استاد بزرگی مثل اسپنس، درس خواندن در دانشگاه آیووا یک تأثیر مهم دیگر در زندگی بندورا داشت. او در آنجا با همسر آینده خود، ویرجینیا وارنز، آشنا شد.
بندورا بعد از دانشگاه آیووا یک دوره کارآموزی یک ساله را در WGC پذیرفت. در ۱۹۵۳، در پایان کارآموزی در ویچیتا، به دانشگاه استنفورد در پالو آلتو رفت و به عنوان استاد در آن‌جا مشغول به کار شد. او در تمام طول کاریری آکادمیک خود، بجز فقط یک سال، در همان‌جا ماند.

## جوایز و افتخارات
در استنفورد، کاریری را شروع کرد که بعداً به یک کاریر بسیار متمایز تبدیل شد. او افتخارات زیادی کسب کرده‌بود که از جمله آن‌ها می‌توان به موارد زیر اشاره‌کرد:
- بورس تحصیلی گوگن‌هایم (۱۹۷۲)
- جایزه DSA از بخش ۱۲ انجمن روان‌شناسی آمریکا (۱۹۷۲)
- جایزه DSAA از انجمن روان‌شناسی کالیفرنیا (۱۹۷۳)
- جایزه جیمز مک کین کتل (۱۹۷۷)
- جایزه جیمز مک کین کتل فلوآوارد از انجمن روان‌شناسی آمریکا (۲۰۰۳–۲۰۰۴)
- جایزه GMALA در روان‌شناسی از بنیاد روان‌شناسی آمریکا (۲۰۰۶)
- جایزه گرامایر در روان‌شناسی (۲۰۰۸)

بندورا در چندین انجمن علمی عضو بود و عضو هیئت تحریریهٔ ۱۷ مجلهٔ علمی بود.

## آزمایش عروسک بادکرده بوبو
یکی از مشهورترین پژوهشهای «آلبرت بندورا» مربوط به آزمایشی با یک عروسک باد شده به طول ۹۰ تا ۱۲۰ سانتی‌متر به نام «بوبو» است که این آزمایش به آزمایش «عروسک بادکرده بوبو» (به انگلیسی: Bobo doll experiment) مشهور است که بندورا به وسیلهٔ آن، توانست نشان دهد که چگونه مشاهدهٔ رفتار پرخاشگری می‌تواند بر یادگیری خشونت کودکان تأثیر داشته باشد. او ۷۲ کودک ۳ تا ۶ ساله را انتخاب کرد که ۳۶ نفر از آن‌ها پسر و مابقی دختر بودند و آن‌ها را در سه گروه ۲۴ تایی تقسیم کرد که شرح این آزمایش به همراه فیلم قابل مشاهده است.
گروه اول: کودکانی بودند که رفتار خشونت‌آمیز یک الگوی بزرگسال را به مدت ده دقیقه نسبت به بوبو تماشا می‌کردند که به‌صورت پرخاشگری فیزیکی، حمله‌کردن و ضربه‌زدن به عروسک بادی بود و هم‌زمان با داد و فریاد، پرخاشگری کلامی را نیز نشان می‌دادند مثلاً می‌گفتند: «بزن تو دماغش!» یا «پرتش کن تو هوا!» و قبل از آنکه چنین رفتاری را مشاهده کنند به اتاقی برده می‌شدند که حاوی اسباب‌بازی‌های دیگربود ولی به آن‌ها اجازهٔ بازی به مدت ۲ دقیقه داده نمی‌شد تا دچار تعارض شوند و آمادگی لازم برای پرخاشگری را بیابند.
گروه دوم: را کودکانی تشکیل می‌دادند که آن‌ها هم رفتار الگوی بزرگسال را تماشا می‌کردند اما این رفتار یک رفتار خشونت‌آمیز نبود و به‌صورت بازی با سایر اسباب بازی‌هایی بود که در اتاق آزمایشی توسط آزمایشگر فراهم شده بود.
گروه سوم: گروهی بودند که هیچ نوع الگوی بزرگسالی را تماشا نمی‌کردند و به‌تنهایی در اتاق آزمایش بازی می‌کردند. از طرفی تمام این سه گروه، به‌طور کاملاً مساوی به دو گروه دختر و پسر تقسیم شده بودند. در پایان آزمایش، گروهی از کودکان که الگوی پرخاشگری بزرگسال را تماشا کرده بودند بیشتر از دوبرابر گروه کنترل، رفتارهای پرخاشگری فیزیکی و کلامی را نشان دادند و کودکان گروهی که الگوی بدون پرخاشگری بزرگسال را مشاهده کرده بودند حتی نسبت به گروه کنترل، رفتار پرخاشگری کمتری نشان دادند.
البته انتقاداتی نیز به آزمایش بندورا شده‌است؛ مثلاً «فرگوسن» (به انگلیسی: Ferguson) در سال ۲۰۱۰ بر این باور بود که آزمایش بندورا تنها نشان می‌دهد که کودکان به دلیل دیدن رفتار ویدئویی پرخاشگرانهٔ بزرگسال و تقلید رفتار آن‌ها، علاقهٔ خود را می‌خواهند به بزرگسال نشان دهند و به این معنا نیست که در آن‌ها انگیزهٔ پرخاشگرانه تقویت شده باشد. یا «شارون و وُولی» (به انگلیسی: Sharon & Woolley) در سال ۲۰۰۴ بیان کردند که کودکان در سن ۳ تا ۶ سال نمی‌توانند بین دنیای واقعی و خیالی تفاوتی قائل شوند و به‌همین دلیل با این آزمایش نمی‌توان نتیجه گرفت که کودکان در دنیای خود پرخاشگری را تقلید کرده‌اند. با وجود همهٔ این انتقادات، آنچه که بندورا و دیگران توانستند نشان دهند، اهمیت یادگیری مشاهده‌ای الگوی رفتاری والدین در کودکان است. یادگیری مشاهده‌ای، یکی از مهمترین الگوهای یادگیری در هیجان‌رفتار و تن‌گفتار را ارائه می‌دهد؛ زیرا بر این اساس، نه‌تنها رفتار را می‌توان از طریق مشاهده آموخت بلکه واکنش‌های هیجانی مانند ترس و شادی را نیز می‌توان بر مبنای روش جانشینی شرطی کرد.